# Wereldkampioenschap basketbal mannen 1967
In 1967 werd voor de vijfde keer het wereldkampioenschap basketbal gehouden. Dertien landen die ingeschreven waren bij de FIBA, namen deel aan het toernooi dat gehouden werd in mei en juni 1967 te Montevideo, Uruguay. De Sovjet-Unie werd de uiteindelijke winnaar van het toernooi.

## Eindklassering
| #      | Land             |
| ------ | ---------------- |
| Goud   | Sovjet-Unie      |
| Zilver | Joegoslavië      |
| Brons  | Brazilië         |
| 4      | Verenigde Staten |
| 5      | Polen            |
| 6      | Argentinië       |
| 7      | Uruguay          |
| 8      | Mexico           |
| 9      | Italië           |
| 10     | Peru             |
| 11     | Japan            |
| 12     | Puerto Rico      |
| 13     | Paraguay         |

| WK basketbal 1967 winnaar |
| ------------------------- |
| Sovjet-Unie Eerste titel  |

## Individuele prijzen

### MVP (Meest Waardevolle Speler)
- Ivo Daneu

### All-Star Team
- Radivoj Korać
- Ivo Daneu
- Mieczysław Łopatka
- Modestas Paulauskas
- Luiz Cláudio Menon